# Diego Velázquez de Cuéllar

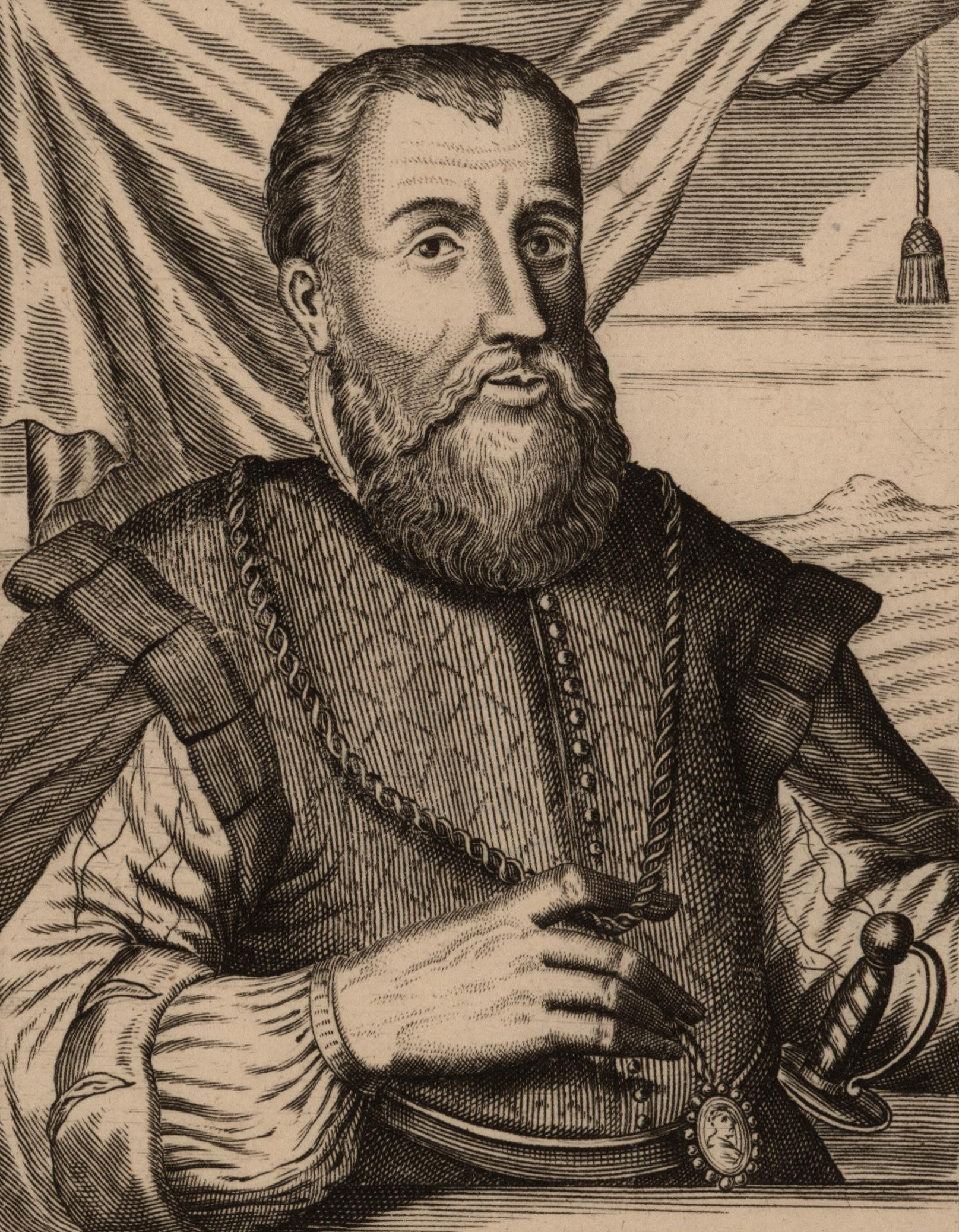
Diego Velázquez de Cuéllar

Diego Velázquez de Cuéllar (* 1465 in Cuéllar, Provinz Segovia, Spanien; † 1524 in Santiago de Cuba) war ein spanischer Eroberer und Gouverneur von Kuba für die Krone von Kastilien.

## Leben

### Aufbruch in die Neue Welt
Diego Velázquez de Cuéllar stammte aus einer sehr reichen, aristokratischen Familie und war Offizier des spanischen Heeres in Neapel, bevor er sich in Sevilla niederließ. Dort verband ihn eine enge Freundschaft mit Bartolomeo Kolumbus, dem jüngeren Bruder von Christoph Kolumbus. Diego Velázquez nahm an der zweiten Reise von Kolumbus teil. Die Flotte verließ Cádiz am 25. September 1493 mit drei großen Schiffen und 14 Karavellen. Auf dieser Reise waren auch der Geograph Juan de la Cosa, die Offiziere Alonso de Ojeda, Juan Ponce de León und einige weitere, später berühmt gewordene Personen dabei.

### Hispaniola
Die Expeditionsteilnehmer ließen sich auf Hispaniola nieder und gründeten dort die ersten Städte. Diese Städte errichteten sie nach spanischem Vorbild mit einer gewissen Selbstverwaltung. So konnten sie sich auch direkt an den König wenden. Dadurch gerieten die ersten Siedler jedoch in Konflikt mit den Interessen des Christoph Kolumbus, des Vizekönigs von Westindien. Der wurde vom neuen Gouverneur Francisco de Bobadilla in Ketten nach Spanien geschickt. Zwar wurde Kolumbus später vom spanischen Königspaar begnadigt, jedoch nicht wieder in sein Amt eingesetzt.
1502 kam der vom König ernannte Statthalter Nicolás de Ovando auf Hispaniola an. Diego Velázquez wurde sein erster Stellvertreter und war Mitbegründer von Santo Domingo. Zu dieser Zeit war Velázquez der reichste Mann auf Hispaniola und hatte nach dem Statthalter den größten politischen Einfluss. Mittlerweile war Kuba von Sebastián de Ocampo gänzlich umfahren worden. Jetzt stand eindeutig fest, dass es sich auch hier um eine Insel handelte. Dennoch machten die Spanier zu diesem Zeitpunkt noch keine Anstalten, die Insel zu erobern.
Im Jahre 1511 versuchte die spanische Krone, ihre Interessen mit denen von Kolumbus’ Nachfahren abzugleichen. Zum neuen Vizekönig wurde – gemäß den Capitulaciones, den Vertragsschlüssen der spanischen Krone mit Kolumbus – Christoph Kolumbus’ Sohn Diego ernannt; diese Ernennung kam der Begründung einer Dynastie gleich. Die von Diego Velázquez angeführten Siedler waren jedoch nicht bereit, dies zu akzeptieren. So rüstete Velázques eine Expedition mit vier Schiffen und dreihundert Mann aus, mit der er im November nach Kuba aufbrach. Einer dieser 300 Männer war sein Sekretär Hernán Cortés. Weitere namhafte Teilnehmer waren unter anderem Bartolomé de Las Casas, Pedro de Alvarado und Cristóbal de Olid.

### Kuba
Im Jahre 1511 gründete Diego Velázquez mit Baracoa die erste Stadt auf kubanischem Boden. Santiago de Cuba war nach Baracoa die zweite Stadtgründung. Dafür gibt es Belege von Diego Velázquez vom 18. Juni 1513. Velázquez schaffte es, mit seiner klugen Regierungspolitik viele Spanier in diese neue Kolonie zu locken. So kam Pánfilo de Narváez von Jamaika, und Ponce de León bereitete in Baracoa seine glücklose Expedition nach Florida vor. Francisco Hernández de Córdoba kam mit 100 Spaniern, um der Tyrannei des Statthalters von Panama, Pedrarias, zu entfliehen. Mit Córdoba kam auch der Soldat und spätere Chronist Bernal Díaz del Castillo auf die Insel.
Im Jahre 1512 organisierte Velázquez die erste Expedition in das Innere Kubas. Der Verlauf dieser Expedition ist dank den Chroniken von Gonzalo Fernández de Oviedo und Bartolomé de Las Casas erhalten. Geleitet wurde der Feldzug von Pánfilo de Narváez.

### Expeditionen
Havanna wurde 1515 gegründet, musste jedoch später wegen einer Insektenplage um mehrere Kilometer verlegt werden. 
Schnell wurde Kuba zur Basis fast aller Expeditionen auf das Festland. Im Jahre 1517 schickte Velázquez Francisco Hernández de Córdoba von Santiago de Cuba nach Yucatán. Schon im April 1518 entsandte er eine weitere Expedition unter seinem Neffen Juan de Grijalva. Mit an Bord war auch der Chronist Bernal Díaz del Castillo. Im selben Jahr hatte Grijalva, unweit des heutigen Veracruz, Kontakt mit den Untertanen von Moctezuma II. und erhielt eine nicht unerhebliche Menge Gold als Geschenk. Er entschied sich, diesen Schatz sowie die schwer Verletzten und Kranken nach Kuba zu schicken. Der Verantwortliche dieses Transports war Pedro de Alvarado. Diego de Velázquez nahm ihn und das Gold mit großer Begeisterung auf. Sofort schickte er einen seiner Kapläne, Benito Martínez, mit der Nachricht von den Goldfunden nach Spanien. Velázquez hatte sehr gute Beziehungen zum Bischof von Burgos, Juan Rodríguez de Fonseca, dem Verantwortlichen der Westindischen Inseln. So erhielt er den Auftrag, dieses neue Reich zu erobern. Schnell bereitete er die dritte Expedition vor und gab seinem Sekretär Hernán Cortés das Kommando.

### Kampf um Neuspanien
Cortés hatte kein Interesse daran, bei der Eroberung dieses neuen Landes lediglich als Werkzeug Velázquez’ zu fungieren. Daher gründete er eigenmächtig (im heutigen Mexiko) die Stadt Veracruz, so wie es ihm Velázquez bei der Gründung Baracoas auf Kuba vorgemacht hatte. Damit war er von seinem Gönner unabhängig und nur noch der spanischen Krone untertan. Velázquez wollte diesen Verrat nicht akzeptieren und schickte Cortés eine Expedition mit 18 Schiffen und etwa tausend Männern hinterher. Geleitet wurde diese Expedition von Pánfilo de Narváez. Dieser hatte den Auftrag, Cortés zu verhaften und die Eroberung des neuen Landes unter Velázquez’ Kommando zu vollenden. Doch Cortés besiegte Narváez in Cempoala. Velázquez verfügte nach diesem erneuten Fehlschlag nicht mehr über genügend finanzielle Mittel, um noch einmal gegen Cortés vorgehen zu können. Er starb 1524 in Santiago de Kuba. Alle Städte auf Kuba, die von Velázquez gegründet wurden, existieren noch heute.